# Gearum
Gearum é um género botânico da família das aráceas.

## Espécies
- Gearum brasiliense